# Emporium (泰國商場)
Emporium位於泰國的首都曼谷之孔提縣的素坤逸路之廿四街（Soi 24），它是一個在1997年開始營運的大型的高檔購物商場，與巴吞旺縣的暹羅百麗宮（Siam Paragon）皆屬同一老闆經營。毗鄰班哲希利公园，並設有天橋直接連通曼谷集體運輸系統（架空電車）的素坤逸線之鵬蓬車站。除了百貨商店外，它亦有電影院、書店、唱片店、時裝及飾品店、雜貨店、美食廣場及許多高檔餐館。
Emporium與同一發展商在2017年開業的EmQuartier商場組成了"EM District商場群。

## 內部
有娛樂、美食及教育等設備。重要的娛樂設施為「科幻電影院」，設有舞臺給兒童表演，泰國本地或其它國家的藝人、露營地（Jamboree Land）提供玩的地方，還有更多能讓孩子們學習的東西。例如：芭蕾舞班、嘻哈、爵士舞、肚皮舞、有氧健身操及中國舞蹈等，跆拳道，音樂班：鋼琴、吉他、長笛、單簧管及鼓等。

## TCDC
在購物中心頂層6樓曾開設「TCDC 泰國創意設計中心」，是泰國政府為了推行創意工業而設立，內設大量有關設計的書本及全球只有5個的設計資料庫，並免費開放給所有市民參觀。到2017年搬遷到石龍軍路的郵政總局大樓舊址。

## 公共交通
- 曼谷集體運輸系統（架空電車），素坤逸線，鵬蓬車站設有天橋接連。

## 外部連結
- Emporium的官方網站（页面存档备份，存于）

13°43′51″N 100°34′08″E / 13.7307°N 100.5689°E